# San Diego Toreros

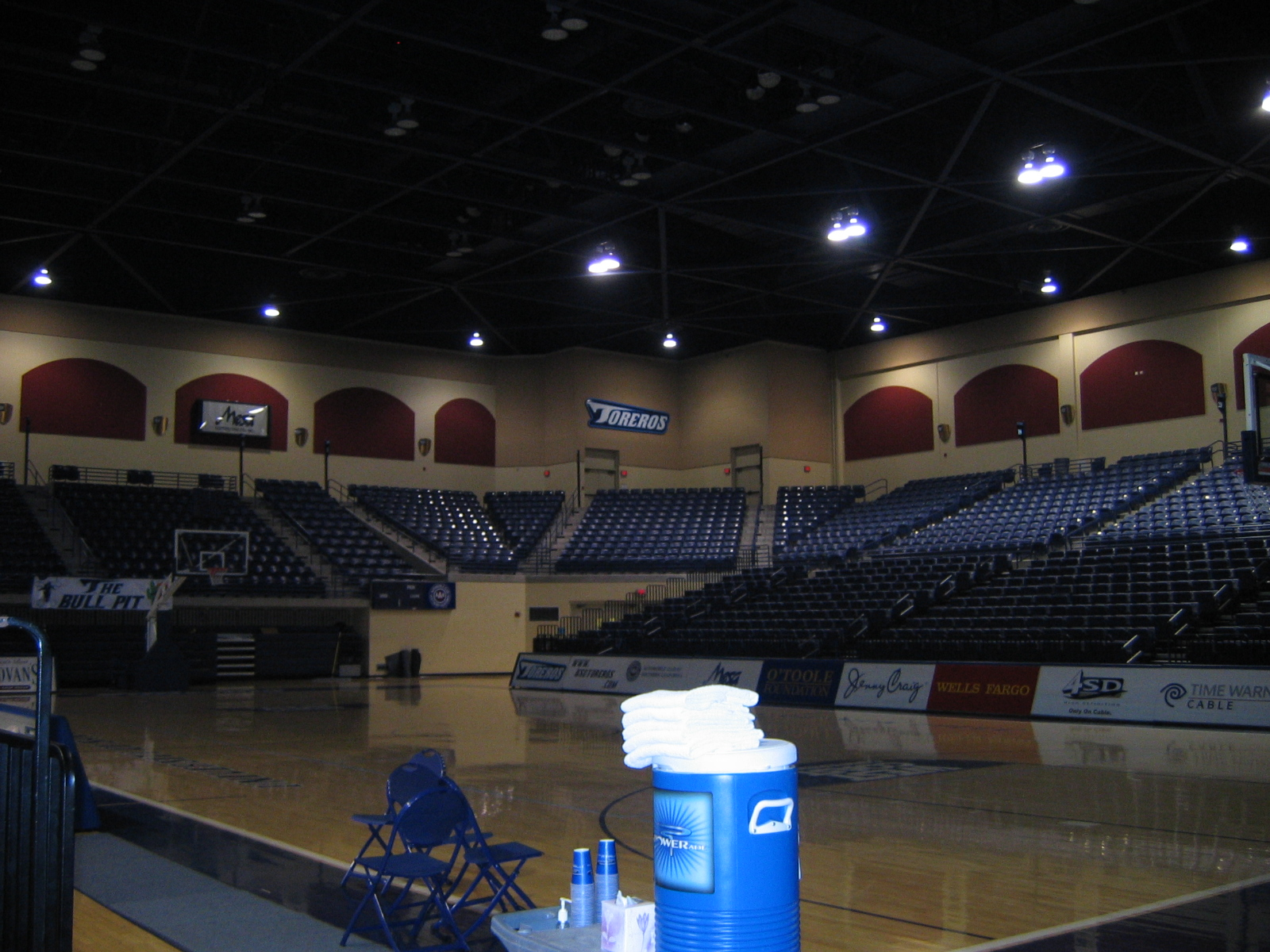
Jenny Craig Pavilion.

San Diego Toreros (en español: Toreros de San Diego), es el nombre de los equipos deportivos de la Universidad de San Diego, situada en San Diego (California). Los equipos de los Toreros participan en las competiciones universitarias organizadas por la NCAA, excepto los de Remo que lo hacen en la Intercollegiate Rowing Association. En la NCAA forman parte de la West Coast Conference en todos los deportes excepto el de fútbol americano, que pertenece a la Pioneer Football League, y el de atletismo, que es independiente. 

## Apodo
El apodo, con una clara influencia hispana, fue elegido en 1961, porque un torero significa "coraje, honor y fidelidad". Los estudiantes de USD, como los toreros, representan una buena disposición para permanecer solos en el ruedo y aceptar el desafío. Con anterioridad, a los deportistas de San Diego se les denominaba Pionners.

## Equipos
Los Toreros tienen 8 equipos masculinos y 9 femeninos:
| - Masculino - Baloncesto - Fútbol - Cross - Remo - Tenis - Golf - Béisbol - Fútbol americano | - Femenino - Baloncesto - Fútbol - Cross - Remo - Tenis - Sófbol - Natación - Atletismo - Voleibol |

## Béisbol
El equipo de béisbol ha llegado en dos ocasiones a las World Series de la NCAA cuando militaban en la División II. 6 de sus jugadores a lo largo de la historia han llegado a jugar en las Grandes Ligas

## Fútbol

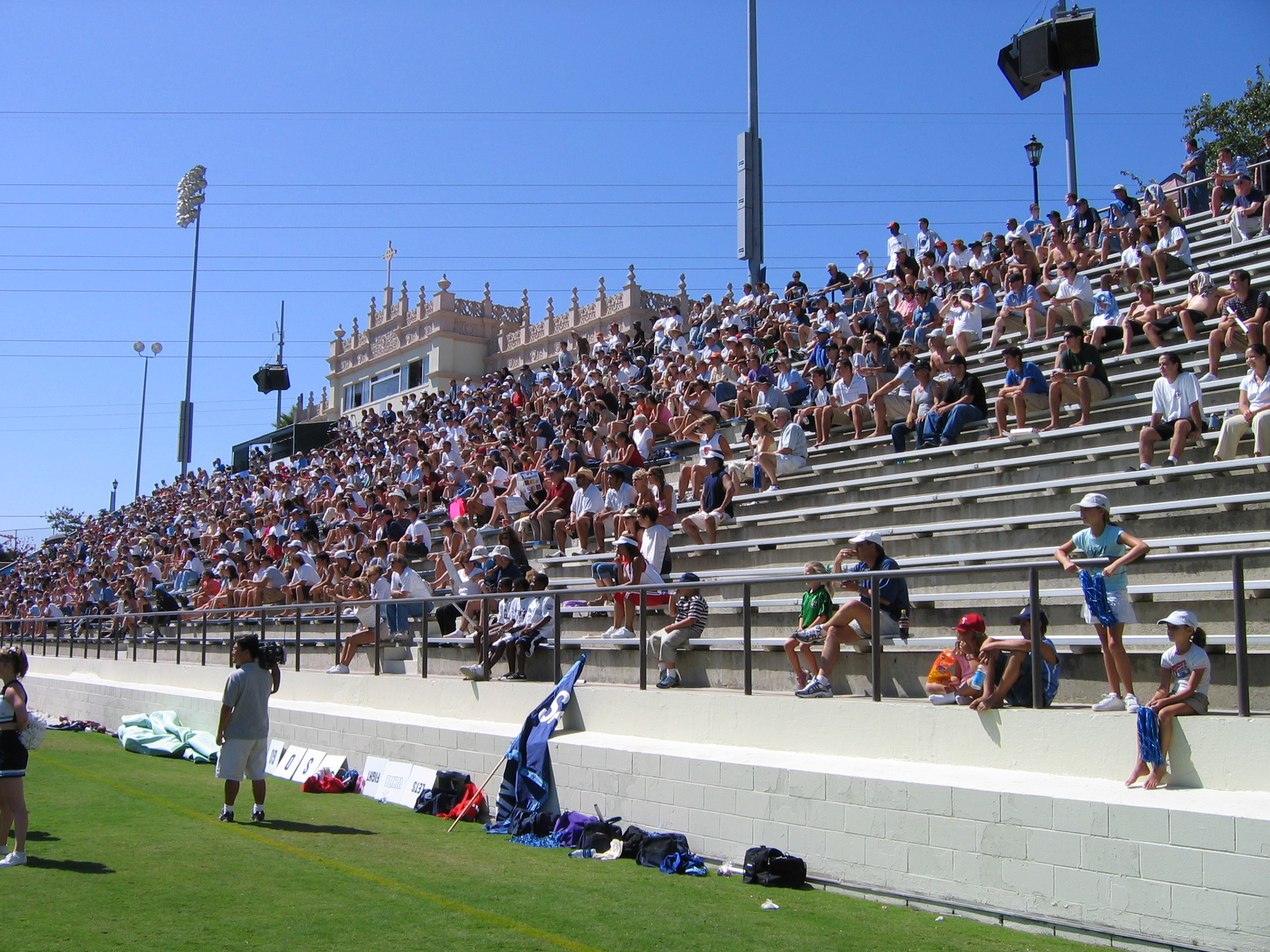
Torero Stadium.

El equipo masculino ha llegado en 11 ocasiones a la fase final de la NCAA, la última de ellas en 2003, siendo eliminados en primera ronda. Tan solo dos de sus jugadores han llegado a jugar en la MLS

## Baloncesto
Desde que pertenece a la División I de la NCAA, San Diego ha llegado en 3 ocasiones a jugar la fase final del campeonato nacional de la NCAA, cayendo siempre en primera ronda.
En toda su historia, únicamente un Torero ha jugado en la NBA, fue Stan Washington elegido en el draft de 1973.